# Планета пиратов
Планета пиратов (англ. The Pirate Planet) — вторая серия шестнадцатого сезона британского научно-фантастического телесериала «Доктор Кто», состоящая из четырех эпизодов, которые были показаны в период с 30 сентября по 21 октября 1978 года, а также являющаяся второй в общей сюжетной линии сезона, называющейся «Ключ времени».

## Сюжет
Локатор направляет Доктора и Роману на холодную и скучную планету Калуфракс, но по прибытии они обнаруживают необычную процветающую цивилизацию. Странная группа людей с таинственными силами, называемая ментиадами, наводит страх на общество, но Доктор находит их хорошими людьми с непонятными целями. Вместо этого он побаивается Капитана, лидера и благодетеля планеты. После встречи с ним на его мостике он узнает, что они находятся на полой планете Занак, которая материализуется вокруг других и высасывает их ресурсы.
После починки двигателей Занака, поврежденных, когда планета появлялась в одной точке вместе с ТАРДИС, Капитан планирует направить Занак к Земле. Доктор понимает, что того контролирует древняя жестокая королева Занзия, принимаемая за врача Капитана, а ресурсы планет идут на поддержание её жизни. Несмотря на видимое безумие, Капитан — расчетливая персона, планирующая уничтожить Занзию. Ментиады узнают, что их способности усиливаются от уничтожения целых миров под их ногами.
По всему Занаку локатор подает странные сигналы, из которых ясно, что второй фрагмент Ключа находится повсюду. Увидев комнату трофейных планет Капитана, они заключают, что Калуфракс и есть сам фрагмент. С помощью ТАРДИС они прерывают появление Занака вокруг Земли, а ментиады повреждают двигатели. Капитан пытается уничтожить Занзию, но безуспешно, и погибает. Доктор, Романа и ментиады взрывают мостик Капитана и королеву, положив тем самым конец разрушениям, вызванным путешествиями Занака. Калуфракс вместе с остальными планетами отправляется во временной вихрь, где их позже подберут Доктор и Романа на ТАРДИС.

## Трансляции и отзывы
| Эпизод            | Дата показа      | Продолжительность | Телезрители (в миллионах) |
| ----------------- | ---------------- | ----------------- | ------------------------- |
| «Часть 1»         | 30 сентября 1978 | 25:02             | 8,3                       |
| «Часть 2»         | 7 октября 1978   | 24:46             | 8,1                       |
| «Часть 3»         | 14 октября 1978  | 24:42             | 7,9                       |
| «Часть 4»         | 21 октября 1978  | 24:50             | 8,2                       |
| [ 1 ] [ 2 ] [ 3 ] |                  |                   |                           |